# Сражение при Монмуте
Сражение при Монмуте (англ. Battle of Monmouth или англ. Battle of Monmouth Court House) — последнее сражение Филадельфийской кампании американской Войны за независимость, в ходе которого 28 июня 1778 года Континентальная армия Джорджа Вашингтона встретилась с британской армией под командованием генерала Генри Клинтона. За год до этого англичанам удалось нанести Вашингтону ряд поражений и занять Филадельфию. Вашингтон отступил в Велли-Фордж, где в ходе зимовки восстановил армию, а между тем в феврале 1778 года Франция вступила в войну на стороне колонистов, что изменило баланс сил: англичане отменили свои наступательные планы и перешли к обороне. Клинтон покинул Филадельфию и начал отступать для соединения с основными силами. Континентальная армия начала преследование; Вашингтону из политических соображений было очень важно, чтобы англичане не ушли безнаказанно. Он отправил треть своей армии под командованием Чарльза Ли, чтобы атаковать противника и нанести ему урон, не втягиваясь в генеральное сражение.
Клинтон на марше разделил свою армию на две колонны; основная часть войск находилась при первой колонне, а вторая состояла в основном из обозов. 28 июня его армия покинула Монмут; генерал Ли узнал об этом и решил атаковать британские арьергарды. Он смог привести свой отряд к Монмуту и развернуть его в боевую линию, но в это время на помощь арьергарду подошла первая колонна армии Клинтона. Ли отменил атаку и стал отходить, намереваясь найти удобную позицию для обороны. Когда Вашингтон прибыл на поле боя, это отступление выглядело, как беспорядочное бегство, и это возмутило Вашингтона. Он лично разместил авангард на оборонительной позиции, а основную армию стал строить позади на высоте Перринс-Хилл. Англичане атаковали и выбили авангард с его позиции, после чего один из британских батальонов атаковал основную линию Вашингтона, но был отбит.
Сражение перетекло в двухчасовую артиллерийскую дуэль, в ходе которой Клинтон начал отводить войска. Вашингтон организовал две небольшие атаки отступающих англичан, сумев нанести им незначительный урон. Он хотел обойти противника с флангов, но этому помешало наступление ночи. Под покровом темноты пехота Клинтона покинула позицию, нагнала обозы и ушла в Сэнди-Хук без помех. Оттуда в июле англичане переправились по морю в Нью-Йорк. Сражение при Монмуте стало самым длинным сражением Войны за независимость, последним сражением на территории северных штатов и фактически последним сражением в карьере Джорджа Вашингтона.

## Предыстория
В конце июля 1777 года британский флот вошёл в Чесапикский залив и высадил армию в устье реки Элк, откуда она начала наступление на Филадельфию. Континентальная армия под командованием генерала Джорджа Вашингтона попыталась остановить англичан, но 11 сентября она была разбита в сражении при Брэндивайне. 26 сентября британцы вошли в Филадельфию. Вашингтон атаковал англичан 4 октября, и произошло сражение при Джермантауне, в котором американцам не удалось достичь успеха. К середине ноября англичане взяли несколько фортов на реке Делавэр и обеспечили снабжение своей армии в Филадельфии. Таким образом, англичане одержали несколько побед, но ни одна из них не была решающей.
В декабре боевые действия завершились. Англичане устроились на зимних квартирах в Филадельфии, а Вашингтон увёл армию в лагерь в Велли-Фордж. Его армия понесла потери, но не была разбита, и продолжала тревожить набегами посты и коммуникации противника. Англичане в боях под Филадельфией потеряли 1500 человек, примерно 10 % своего состава. Это были ощутимые потери, поскольку парламент был обеспокоен растущими расходами на войну, а правительство неохотно высылало подкрепления. Зимой и весной 1778 года английская армия понесла дополнительные потери от болезней и дезертирства. Единственным результатом кампании оказался захват Филадельфии, но и этот успех был спорным. Захват города не дал англичанам никаких преимуществ, и даже умножил их проблемы: им приходилось управлять жизнью города, следить за пожарной безопасностью, порядком и поддержанием чистоты.

### Вступление в войну Франции
Отсутствие явных успехов у английской армии привело к важным политическим последствиям, которые изменили ход войны: 6 февраля 1778 года Франция и США подписали Договор о дружбе и коммерции, и в тот же день Франция признала независимость США. Между тем правительство лорда Норта уже считало войну в колониях слишком дорогостоящей и не желало вступать в новые конфликты. Известия о франко-американских переговорах заставили англичан искать соглашения с американцами. 9 марта Парламент отменил все те акты, против которых колонии протестовали с 1763 года, и правительство обязалось не вводить новых налогов в будущем. Америке гарантировалось почти полное самоуправление внутри Британской империи. 21 апреля в Америку прибыла так называемая Карлайлская комиссия во главе с Фредериком Ховардом. 6 июня она прибыла в Филадельфию и оповестила о своём прибытии Конгресс, но никто не пошёл с ней на переговоры.
Вступая в войну, Франция работала над тем, чтобы втянуть в неё Испанию и Голландию. Англия столкнулась с перспективой вести войну на всех фронтах, для чего у неё не было ресурсов. Было решено оборонять самые ценные регионы, главным образом острова Вест-Индии и территории в Индии, а в остальных местах сокращать военное присутствие. В начале марта 1778 года было решено свернуть все операции в северных и центральных штатах и перевести войска на более важные участки. Официальный приказ на передислокацию был отдан 21 марта, и прибыл в Филадельфию 23 мая. В эти самые дни британский главнокомандующий, генерал Уильям Хау, покидал колонии, и у нового командира, Генри Клинтона, не было возможности обсудить с ним эти приказы.

### Решение об эвакуации Филадельфии
Первым делом Клинтон принял важное решение не эвакуировать всю армию по морю. Для этого не хватало транспортов, а для ожидания дополнительных судов не хватало времени. Приходили слухи о появлении французского флота. Помимо этого, Клинтон опасался, что армия может задержаться в море и это позволит Вашингтону атаковать плохо защищённый Нью-Йорк. Он решил отправить часть армии и припасов по воде, а частью армии следовать к Нью-Йорку по суше через штат Нью-Джерси. Для этого надо было пройти 70 миль (112 километров), и вероятность столкновения с армией Вашингтона была велика. Важно было сохранить в тайне время эвакуации, поскольку британцы были более всего уязвимы при погрузке на транспорта и при переправе через реку Делавэр. 21 мая тяжёлая артиллерия была уведена с позиций под Филадельфией и погружена на корабли. В первые дни июля была уничтожена часть снаряжения и продовольствия. Некоторые солдаты раздали часть припасов бедным или продали их горожанам.
Вашингтон старался получить как можно больше информации о положении противника и для этой цели 18 мая отправил отряд в 2200 человек под командованием Лафайета к Баррен-Хиллу. Через два дня британцы атаковали Лафайета и в сражении при Баррен-Хилле едва не уничтожили американский отряд.

### Положение Вашингтона
Понимая, что британская армия скоро покинет Филадельфию, Вашингтон и его генералы должны были решить, как вести войну дальше с учётом изменившейся международной обстановки. Не все были уверены в боеготовности армии и в способностях самого Вашингтона. Несмотря на его успехи при Трентоне и Принстоне, существовали те, кто сомневался в его талантах главнокомандующего: например, генерал-адъютант Джозеф Рид и генерал Чарльз Ли. Даже Джон Адамс, который сам предложил Вашингтона на роль главнокомандующего, теперь сомневался в своём выборе. Неудачи Вашингтона под Филадельфией очень невыгодно смотрелись на фоне успехов Гейтса при Саратоге и часть конгрессменов предлагала поменять Вашингтона на Гейтса. Подобные настроения привели в своё время к заговору Конвея. Для Вашингтона 1777 год закончился плохо, но события вполне могли пойти ещё хуже.
Вашингтону мешали и идеологические споры в Конгрессе. Сам он был сторонником сильной профессиональной армии по европейскому образцу, в то время как в Конгрессе были те, кто видел в этом опасность для демократии и считал более приемлемой армию, набранную из ополченцев. Одним из сторонников такого рода армии был Самуэль Адамс. К тому же мнению склонялся Джон Адамс, который полагал, что достойные люди никогда не запишутся в ряды регулярной армии. Генерал Чарльз Ли утверждал, что формирование регулярной армии отдаёт оружие Республики в руки самых худших её представителей.
Таким образом, победа или поражение в кампании 1778 года неизбежно привели бы к многочисленным политическим последствиям. Для Вашингтона поражение с большой вероятностью означало отставку. Джеймс Ловелл писал Гейтсу в июне 1778 года, что необходимо немного подождать, и вскоре исход кампании покажет, кто станет будущим главнокомандующим.

## Силы сторон
Враждующие армии хорошо знали друга друга, они неоднократно встречались на поле боя за последние два года. Они трезво оценивали возможности друг друга. Обе армии имели одинаковую организационную структуру, одинаковые принципы тренировки и тактики, и примерно одинаковый социальный состав офицеров и рядовых. Вместе с тем Вашингтон не знал, как сказалась на британской армии смена командования, и не представлял, как взятие Филадельфии сказалось на боевом духе противника. Он предполагал, что оставление Филадельфии будет для англичан унизительно и это сделает их опасными: они будут бросаться в бой при первой возможности. Генерал Клинтон, в свою очередь, точно не знал, как сказалась зимовка в Велли-Фордж на боеспособности американской армии и насколько она готова к сражениям. Кроме того, англичанам предстояло отступать по территории Нью-Джерси, где им могли оказать сопротивление местные ополченцы.
Американские войска: генерал Джордж Вашингтон (Americans: General George Washington)
- Расширенный корпус: бригадный генерал Чарльз Ли (Advanced Corps: Major-General C. Lee)
  - Бригада Скотта (1440) (Scott’s Brigade (l,440))
    - 1-й нью-гэмпширский полк (1st New Hampshire Regiment)
    - 4-й мэрилендский полк (4th Maryland Regiment)
    - 9-й пенсильванский полк (9th Pennsylvania Regiment)
    - 1-й виргинский непрерывный полк (1st Virginia Continential Regiment)
    - 4-й виргинский полк (4th Virginia Regiment)
    - 12-й виргинский полк (12th Virginia Regiment)
    - 14-й массачусетский полк (14th Massachusetts Regiment)
    - 3-я батарея Уэлла 3-й континентальной артиллерии (Well’s Battery 3rd Continental Artillery)

  - Бригада Уэйна (1000 человек) (Wayne’s Brigade (1,000))
    - 3-й нью-гэмпширский полк (3rd New Hampshire Regiment)
    - 4-й пенсильванский полк (4th Pennsylvania Regiment)
    - 3-й пенсильванский полк (13th Pennsylvania Regiment)
    - 4-й нью-йоркский полк (4th New York Regiment)
    - 9-й массачусетский полк (9th Massachusetts Regiment)
    - 3-й мэрилендский полк (3rd Maryland Regiment)
    - 5-й виргинский полк (5th Virginia Regiment)
    - Батарея Стюарда 2-й континентальной артиллерии (Steward’s Battery 2nd Continetal Artillery)

  - Бригада Максвелла (900—1000 человек) (Maxwell’s Brigade (900-1,000))
    - 1-й нью-джерсийский полк (1st New Jersey Regiment)
    - 2-й нью-джерсийский полк (2nd New Jersey Regiment)
    - 3-й нью-джерсийский полк (3rd New Jersey Regiment)
    - 4-й нью-джерсийский полк (4th New Jersey Regiment 2 guns)
    - 2 орудия

  - Бригада Варнума (300—600 человек) (Varnum’s Brigade (300—600))
    - 4-й континентальный полк (4th Continential Regiment)
    - 8-й континентальный полк (8th Continential Regiment)
    - 1-й род-айлендский полк (1st Rhode Island Regiment)
    - 2-й род-айлендский полк (2nd Rhode Island Regiment)
    - Батарея Освальда 2-я континентальная артиллерия (Oswald’s Battery 2nd Continental Artillery)
    - Батарея Компстола 3-я континентальная артиллерия (Compstall’s Battery 3rd Continental Artillery)

  - Бригада Скотта (300—600 человек) (Scott’s Brigade (300—600))
    - Континентальный полк Грейсона (Grayson’s Continential Regiment)
    - Континентальный полк Паттона (Patton’s Continential Regiment)
    - Отряд под командованием полковника Джексона (200) (Det. under Col. Jackson (200))
    - Континентальный полк Джексона (Jackson’s Continential Regiment)
    - Континентальный полк В. Ли (W. Lee) (W. Lee’s Continential Regiment)
    - Отряд лёгких лошадей (Det. Light Horse)
    - 14 полевых орудий (14 Field Guns)
- Основная часть:
  - Бригада Вудфорда (385) (Woodford’s Brigade (385))
    - 3-й виргинский полк (3rd Virginia Regiment)
    - 7-й виргинский полк (7th Virginia Regiment)
    - 15-й виргинский полк (15th Virginia Regiment)

  - Северокаролинская бригада (369) (North Carolina Brigade (369))
    - 1-й северокаролинский полк (1st North Carolina Regiment)
    - 2-й северокаролинский полк (2nd North Carolina Regiment)
    - 3-й северокаролинский полк (3rd North Carolina Regiment)
    - 10-й северокаролинский полк ( 10th North Carolina Regiment)

  - Бригада Пура (639) (Poor’s Brigade (639))
    - 2-й нью-гэмпширский полк (2nd New Hampshire Regiment)
    - 2-й нью-йоркский полк (2nd New York Regiment)

  - Бригада Хантингтона (509) (Huntington’s Brigade (509))
    - 1-й коннектикутский полк (1st Connecticut Regiment)
    - 2-й коннектикутский полк (2nd Connecticut Regiment)
    - 3-й коннектикутский полк (3rd Connecticut Regiment)
    - 5-й коннектикутский полк (5th Connecticut Regiment)
    - 7-й коннектикутский полк (7th Connecticut Regiment)

  - 1-я мэрилендская бригада (657) (1st Maryland Brigade (657))
    - Делеварский полк (Deleware Regiment)
    - 5-й мэрилендский полк (5th Maryland Regiment)
    - 7-й мэрилендский полк (7th Maryland Regiment)

  - 2-я мэрилендская бригада (529) (2nd Maryland Brigade (529))
    - 2-й мэрилендский полк (2nd Maryland Regiment)
    - 6-й мэрилендский полк (6th Maryland Regiment)

  - Бригада Муленберга (575) (Muhlenberg’s Brigade (575))
    - 9-й виргинский полк (9th Virginia Regiment)
    - 13-й виргинский полк (13th Virginia Regiment)
    - 1-й полк штата Виргиния (1st Virginia State Regiment)
    - Немецкий батальон (German Battalion)

  - Бригада Уидона (449) (Weedon’s Brigade (449))
    - 2-й виргинский полк (2nd Virginia Regiment)
    - 6-й виргинский полк (6th Virginia Regiment)
    - 10-й виргинский полк (10th Virginia Regiment)
    - 14-й виргинский полк (14th Virginia Regiment)

  - 1-я пенсильванская бригада (352) (1st Pennsylvania Brigade (352))
    - 1-й пенсильванский полк (1st Pennsylvania Regiment)
    - 2-й пенсильванский полк (2nd Pennsylvania Regiment)
    - 7-й пенсильванский полк (7th Pennsylvania Regiment)
    - 10-й пенсильванский полк (10th Pennsylvania Regiment)

  - 2-я пенсильванская бригада (401) (2nd Pennsylvania Brigade (401))
    - 5-й пенсильванский полк (5th Pennsylvania Regiment)
    - 8-й пенсильванский полк (8th Pennsylvania Regiment)
    - 11-й пенсильванский полк (11th Pennsylvania Regiment)

  - 3-я пенсильванская бригада (343) (3rd Pennsylvania Brigade (343))
    - 3-й пенсильванский полк (3rd Pennsylvania Regiment)
    - 6-й пенсильванский полк (6th Pennsylvania Regiment)
    - 2-й пенсильванский полк (12th Pennsylvania Regiment)
    - Континентальный полк Малькольма (Malcolm’s Contiental Regiment)
    - Континентальный полк Спенсера (Spencer’s Contiental Regiment)

  - Бригада Гловера (512) (Glover’s Brigade (512))
    - 1-й массачусетский полк (1st Massachusetts Regiment)
    - 4-й массачусетский полк (4th Massachusetts Regiment)
    - 13-й массачусетский полк (13th Massachusetts Regiment)
    - 15-й массачусетский полк (15th Massachusetts Regiment)

  - Бригада Лернеда (294) (Learned Brigade) (Learned Brigade (294))
    - 2-й массачусетский полк (2nd Massachusetts Regiment)
    - 8-й массачусетский полк (8th Massachusetts Regiment)

  - Бригада Паттерсона (357) (Patterson Brigade (357))
    - 10-й массачусетский полк (10th Massachusetts Regiment)
    - 11-й массачусетский полк (11th Massachusetts Regiment)
    - 12-й массачусетский полк (12th Massachusetts Regiment)

  - Присоединён, но не участвовал: (Attached, but did not participate:)
    - Ополчение Дикмана из Нью-джерси (800) (Dickman’s New Jersey Militia (800))
    - 1-е ополчение Хантердона (1st Hunterdone Militia)
    - 4-е ополчение Хантердоуна (4th Hunterdone Militia)
    - 1-е миддлсекское ополчение (1st Middlesex Militia)
    - 1-е монмутское ополчение (1st Monmouth Militia)
    - 2-е монмутское ополчение (2nd Monmouth Militia)
    - 3-е монмутское ополчение (3rd Monmouth Militia)
    - Отряд Моргана (500 человек) (Morgan’s Detachment (500))
    - 11-й виргинский полк (11th Virginia Regiment)
    - 2-й северокаролинский полк (Det/2nd North Carolina Regiment)

  - Различные другие отряды (Various other detachments)

Британские войска: генерал-лейтенант сэр Генри Клинтон (British: Lieutenant General Sir Henry; Clinton)
- 1-я дивизия: генерал-лейтенант граф Корнуоллис (1st Division: Lieutenant General Earl Cornwallis)
  - Гессенская гренадерская бригада: генерал-майор Лоос (Hessian Grenadier Brigade: Major General Loos)
    - Гессенский гренадерский полк Линсингена (Linsingen Hessian Grenadier)
    - Гессенский гренадерский полк Ленгерке (Lengerke Hessian Grenadier)
    - Гессенский гренадерский полк Миннигероде (Minnigerode Hessian Grenadier)

  - Гвардейская бригада (Guard’s Brigade)
    - 1-й батальон пешей гвардии (1st Foot Guard Battalion)
    - 2-й батальон пешей гвардии (2nd Foot Guard Battalion)

  - 3-я британская бригада: генерал-майор Грей (3rd British Brigade: Major General Grey)
    - 15-й пехотный полк (15th Foot Regiment)
    - 17-й пехотный полк (17th Foot Regiment)
    - 42-й пехотный полк (42nd Foot Regiment)
    - 44-й пехотный полк (44th Foot Regiment)

  - 4-я британская бригада: генерал-майор Агню (4th British Brigade: Major General Agnew)
    - 33-й пехотный полк (33rd Foot Regiment)
    - 37-й пехотный полк (37th Foot Regiment)
    - 46-й пехотный полк (46th Foot Regiment)
    - 64-й пехотный полк (64th Foot Regiment)

  - 5-я британская бригада: бригадный генерал Лесли (5th British Brigade: Brigadier General Leslie)
    - 7-й пехотный полк «Королевских фузилёров» (7th «Royal Fusiliers» Foot Regiment)
    - 26-й пехотный полк (26th Foot Regiment)
    - 63-й пехотный полк (63rd Foot Regiment)

  - Разные:
    - 16-й лёгкий драгунский полк (16th Light Dragoon Regiment)
    - 1-й лёгкий пехотный полк (1st Light Infantry)
    - 1-й гренадерский батальон (1st Grenadier Battalion)
    - 2-й гренадерский батальон (2nd Grenadier Battalion)
    - Американские рейнджеры королевы (Queen’s American Rangers)
- 2-я дивизия: генерал-лейтенант барон фон Кнайпхаузен (не при Монмуте) (2nd Division: Lieutenant General Baron von Knyphausen (not at Monmouth))
  - Гессенская бригада: бригадный генерал Штирн (Hessian Brigade: Brigadier General Stirn)
    - Полк дю Корпса (du Corps Regiment)
    - Полк Донопа (Donop Regiment)
    - Полк Уорворта (Woerworth Regiment)

  - 1-я бригада: генерал-майор Вон (1st Brigade: Major General Vaughn)
    - 4-й пехотный полк (4th Foot Regiment)
    - 23-й пехотный полк (23rd Foot Regiment)
    - 28-й пехотный полк (28th Foot Regiment)
    - 49-й пехотный полк (49th Foot Regiment)

  - 2-я бригада: генерал-майор Грант (2nd Brigade: Major General Grant)
    - 5-й пехотный полк (5th Foot Regiment)
    - 10-й пехотный полк (10th Foot Regiment)
    - 27-й пехотный полк (27th Foot Regiment)
    - 40-й пехотный полк (40th Foot Regiment)
    - 55-й пехотный полк (55th Foot Regiment)

  - Разное:
    - 17-й легкий драгунский полк (17th Light Dragoon Regiment)
    - 2-й легкий пехотный полк (2nd Light Infantry)
    - Гессенские егеря (Hessian Jagers)
    - 2-й батальон лоялистов Пенсильвании (2nd Battalion, Pennsylvania’s Loyalists)
    - 2-й батальон волонтёров Нью-Джерси (2nd Battalion, New Jersey Volunteers)
    - 1-й батальон лоялистов Мэриленда (1st Battalion, Maryland Loyalists)
    - Римско-католические добровольцы (Roman Catholic Volunteers)
    - Ирландские добровольцы (Volunteers of Ireland)
    - Каледонские добровольцы (Caledonian Volunteers)
    - Пенсильванские драгуны (3 отряда) (Pennsylvania Dragoons (3 troops))
    - Корпус гидов и пионеров (Corps of Guides and Pioneers)
    - Гессенская артиллерия (Hessian Artillery )

  - Артиллерия:
    - 12 — 6-фунтовки
    - 2 — 12-фунтовки
    - 2 — гаубицы
    - 2 — 3-фунтовки

Всего от 12000 до 13000

Более 600 человек дезертировали во время марша к Сэнди Хук

### Британская армия
Армия Великобритании по европейским стандартам была невелика: в 1775 году она насчитывала всего 50 000 человек в 70 регулярных полках. За время войны с американцами количество полков увеличилось до 105, а общая численность до 110 000 человек. В колониях служила примерно половина этой армии. Согласно отчёту от мая 1778 года, в распоряжении генерала Хау под Филадельфией имелось 19 530 человек, из которых 13 078 были регулярами, а остальные гессенцами и лоялистами. К июню численность немного изменилась из-за дезертирства и болезней: перед Монмутским сражением армия насчитывала 19 940 человек, из которых военных было 12 604 человека.
Армия Хау состояла из 20 линейных полков, шести гвардейских полков, трёх пехотных и трёх кавалерийских. Гвардейские части были элитой армии; гвардия генерала Хау состояла в основном из Гвардейской бригады генерала Мэтью. Численность линейного полка во время сражения при Монмуте была различной: самым крупным был 42-й пехотный полк, 639 человек в двух батальонах, а самым слабым был 10-й пехотный полк, всего 135 человек. В среднем полк насчитывал примерно 360 человек. Каждый полк имел одну гренадерскую роту и одну роту лёгкой пехоты, но к моменту ухода из Филадельфии генерал Клинтон свёл их в отдельные батальоны (было два гренадерских и два легкопехотных батальона). Кавалерии англичане уделяли мало внимания, поэтому в Филадельфии стояло всего два кавполка: 16-й и 17-й легкодрагунские. Они были крупнее, чем средний британский кавалерийский полк, и насчитывали 365 и 333 человека, соответственно. Соединения лоялистов летом 1778 года достигали 2054 человек (примерно 10 % от численности армии). Самым мощным подразделением были Queen’s American Rangers под командованием подполковника Джона Грейвса Симко. Они насчитывали 454 человека.
Помимо британских полков, в армии Клинтона имелось 5202 гессенских солдата в восьми батальонах. Американцы называли их наёмниками, хотя они таковыми не являлись. Они были набраны в различных германских княжествах, главным образом в Гессен-Касселе и Гессен-Ханау. Их командир, Вильгельм фон Книпхаузен, был вторым по старшинству офицером армии после Клинтона. Гессенцы были вооружены мушкетом калибра .80, очень похожим на британские мушкеты Brown Bess (которые тогда назывались Short Land Musket).

### Американская армия
К началу 1778 года американская армия воевала уже два года, и всё это время офицеры тренировали солдат, используя знания, полученные из европейской литературы и из опыта Франко-индейской войны. Армии требовался только авторитетный человек, который унифицировал бы систему обучения и закрепил бы ранее достигнутые успехи и наработки. Таким человеком стал прусский дворянин барон фон Штойбен, который прибыл в Велли-Фордж 23 февраля. 24 марта он начал учения в масштабах всей армии, тренируя каждый полк по отдельности. Штойбен учил американцев строиться и перестраиваться, двигаться с постоянной скоростью 74 шага в минуту, сражаться рассыпным строем и применять штыки. Конгресс оценил его усилия и 5 мая назначил его генеральным инспектором армии в звании генерал-майора.
Одновременно Вашингтон прилагал усилия к увеличению численности армии. В марте его армия насчитывала менее 7 500 человек, к маю увеличилась до 15 000. В июне, уже после Монмута, в армии будет 15 336 человек. По его просьбе Конгресс распорядился увеличить численность полков за счёт сокращения их количества с 104 до 80. Теперь полк состоял из восьми рот, каждая по 64 человека (11 офицеров и 53 рядовых), и всего в полку было 582 человека. 27 мая артиллерия была сведена в батальоны по 729 человек, хотя на практике такой численности батальона добиться не удалось и всего в артиллерии служило 1039 человек. В конце 1777 года в армии было 39 орудий, в основном 6-фунтовых, но после капитуляции Бергойна под Саратогой в руки американцев попали 44 орудия, в том числе два 24-фунтовых. Хуже обстояли дела с кавалерией, которой постоянно не хватало коней и снаряжения. Тем не менее к весне 1778 года Вашингтон мог считать свою армию основательно улучшенной.
В Континентальной армии было одно слабое место — генерал Чарльз Ли. 13 декабря 1776 года он попал в плен и пробыл в плену 16 месяцев до своего условного освобождения 5 апреля 1778 года. 21 мая он был формально обменян и вернулся в строй, где принял командование бывшей дивизией Линкольна. Но Ли не осознал, насколько изменилась страна и армия за время его отсутствия. Он начал интриговать против Вашингтона, обращаться напрямую к Конгрессу с предложениями по стратегии и организации армии, и даже представил свой план по реорганизации армии. Полагая, что американская армия не имеет шансов на успех в открытом сражении, он предлагал ограничиваться обороной и партизанской тактикой, изматывая противника мелкими набегами. Подобные мысли были популярны в 1775—1776 годах, но к 1778 они были отброшены, и предложение Ли безнадёжно устарело. Вашингтон не принял его всерьёз. Разногласия между Ли и Вашингтоном не доходили до конфликта, но такой конфликт мог вспыхнуть в любой момент.

## Марш через Нью-Джерси

### Переправа через Делавэр
12 июня англичане начали переправлять обозы и коней к переправе Куперс-Ферри, а 15 июня начала выдвигаться армия. В тот день две гессенские бригады перешли реку Делавэр и заняли передовой пост в Хэддонфилде. 16-го через реку была переправлена вся артиллерия и все лошади. Всего за 4 дня англичанам удалось переправить через реку 11 000 человек. Обоз армии насчитывал 5000 лошадей и 1500 повозок, и на марше растягивался по дорогам на 12 миль. В обозе находились припасы продовольствия и фуража на 6 недель, боеприпасы, снаряжение и личные вещи военных. Книпхаузен руководил переправой обоза в Хэддонфилд, а Клинтон оставался в Филадельфии, и только вечером 17 июня покинул город с последними частями, оставив 33-й пехотный полк для охраны правопорядка. Утром 18 июня последние британские части отошли за реку в Глостер-Таун.
В Велли-Фордж известия о эвакуации Филадельфии были встречена одновременно с радостью и беспокойством. Вашингтон понимал, что ему надо преследовать Клинтона, но он не знал точно, как это сделать. 17 июня он отдал приказ начать марш с утра 18 июня. Не зная точного маршрута движения противника, он решил следовать через северный Нью-Джерси до Ньюберга. В авангарде должны были идти три бригады под командованием Чарльза Ли. Отдав эти приказы, Вашингтон собрал военный совет. Он уже много недель знал, что противник может эвакуировать город, и уже 4 дня точно знал, что эвакуация начата, но по какой-то причине американские генералы так и не решили, как же следует действовать в этом случае. Возник вопрос, стоит ли атаковать Филадельфию во время эвакуации, но он снялся, когда стало известно, что утром 18 июня англичане покинули город. Только Натаниэль Грин выступал за немедленное преследование, остальные же генералы предпочитали оставаться в лагере и ждать дополнительных новостей. Всем было очевидно, что не следует рисковать и вступать в генеральное сражение.
18 июня в 11:30 стало точно известно, что англичане покинули Филадельфию и отступают через территорию штата Нью-Джерси. Вашингтон приказал немедленно начать преследование и отправил всю армию к переправе Корьелс-Ферри. Чарльз Ли с тремя бригадами начал марш в 15:00, Антони Уэйн с тремя бригадами в 17:00, а остальная армия вышла в 05:00 на следующий день. Генералу Бенедикту Арнольду было приказано занять Филадельфию. 20 июня бригады Ли и Уэйна перешли реку Делавэр, а основная армия закончила переправу 22 июня.

### Марш Клинтона к Монмуту
Начиная марш из Хэддонфилда на восток, Клинтон ещё не знал, каким путём он пойдёт и как будут действовать его противники. Британцам предстояло идти по ровной местности, по относительно хорошим дорогам, которые соединяли Филадельфию и Нью-Йорк. Благодаря своим картографам и помощи лоялистов у Клинтона было хорошее представление о состоянии местности.
Для марша Клинтон разделил свою армию на две дивизии. 1-й дивизией командовал генерал-лейтенант Корнуоллис, и сам Клинтон следовал с этой дивизией. Она насчитывала 10 470 человек, из них 10 020 были комбатантами, а 448 нонкомбатантами, в частности женщинами. 2-я дивизия шла под командованием Книпхаузена и насчитывала 9150 человек, из них 7696 комбатантов. Эти цифры менялись, поскольку отдельные подразделения могли перемещаться из дивизии в дивизию. Так, гессенские егеря начали марш в составе 1-й дивизии, но 28 июня перешли во 2-ю дивизию.
18 июня все части армии Клинтона собрались в Нью-Джерси и он начал марш на восток. В авангарде 1-й дивизии шла бригада генерала Лесли с рейнджерами, егерями и филадельфийскими лёгкими драгунами (лоялистами). Лесли проследовал к селению Ившем. Рейнджеры и егеря обеспечивали дальнее прикрытие. Британцы шли через густые леса, где американцы тревожили их постоянными нападениями, хотя и не нанося ощутимого урона. Вечером Лесли встал на ночёвку в Ившеме, а 19 июня совершил переход в Маунт-Холли. Основная часть 1-й дивизии вышла из Хэддонфилда 19 июня, тоже переночевала в Ившеме и 20 июня присоединилась к Лесли в Маунт-Холли. 21 июня 1-я дивизия простояла в Монт-Холли, чтобы 2-я дивизия успела нагнать её. Книпхаузен пришёл в тот день, не встречая по пути сопротивления. Так с 18 по 21 июня армия прошла 20 миль, то есть двигалась со средней скоростью 5 миль в день.
Марш возобновился 22 июня. На этот раз отряд Лесли шёл левее основной колонны Корнуоллиса, прикрывая направление со стороны Трентона. В этот день армия без существенного сопротивления пришла в селение Блэк-Хорс, известное сейчас как Коламбус. 23 июня армия выступила из лагеря в 2 часа ночи и двигалась весь день тремя параллельными колоннами. Отряд Лесли повернул в сторону Трентона, чтобы отвлечь внимание от основной колонны, которая шла через Кроссвикс на Аллентаун. Лесли встретил на своём пути отряд ополчения, на помощь которому ночью подошла лёгкая кавалерия Моргана. Лесли прекратил перестрелку и отступил в Кроссвикс, где присоединился к основной колонне. Между тем в тот день колонна Корнуоллиса встретила бригаду континенталов Максвелла (500 чел.) у Кроссвикского моста. Завязался бой, в ходе которого Клинтон лично водил в атаку кавалерийскую роту. Американцы отступили, потеряв 10 человек. Британцы почти не понесли потерь. К вечеру дивизия Корнуоллиса встала на ночёвку у Кроссвикского моста.
24 июня армия спокойно шла к Аллентауну, отбрасывая небольшие пикеты нью-джерсийского ополчения. Мост в Аллентауне был разобран, и противник занял позицию за мостом, но их отогнали несколькими пушечными выстрелами. Вечером обе британские дивизии встали лагерем около Алленатуна. Клинтон прошёл уже почти 40 миль без серьёзных потерь; егеря, драгуны и рейнжеры отлично справились с задачей прикрытия фланга и фронта. Обоз, самая уязвимая часть армии, был в неприкосновенности. Отряды ополчения не смогли остановить Клинтона, а армия Вашингтона была ещё слишком далеко. Трудности создавала только погода: с самого начала марша дни были жаркие, и температура иногда превышала +32 градуса. Были случаи смерти от перегрева. Существовало предположение, что причиной смерти были тяжёлые ранцы и неподходящая униформа, но новейшие исследования показали, что солдаты шли налегке, и их униформа иногда была облегчена для соответствия климату.
24 июня армия стала свидетелем полного солнечного затмения 1778 года. В тот день Клинтон находился перед выбором: он мог пойти по дороге через Нью-Брансуик в Саут-Амбой и переправиться на остров Статен, или же пойти на Монмут и Сэнди-Хук, откуда переправиться по морю в Нью-Йорк. Первая дорога была самой короткой, но проходила через враждебно настроенные селения и через реку Раритан, которая могла затруднить проход обозов. Второй путь пролегал через селения лоялистов и шёл по высотам, удобным для обороны. Кроме того, открытая местность вокруг Монмута позволяла эффективнее использовать артиллерию и кавалерию. В итоге Клинтон выбрал дорогу на Сэнди-Хук. 25 июня в 04:00 армия выступила из Аллентауна по дороге на Монмут. Дорожная сеть в этом районе не позволяла идти параллельными колоннами, и армия пошла по одной дороге. Первой пошла дивизия Книпхаузена, затем обоз, а затем дивизия Корнуоллиса. Положение англичан осложнилось: их колонна растянулась на 12 миль, а на помощь американской кавалерии подошли подкрепления. Противник был близко: когда егеря, арьергард Клинтона, покидали Аллентаун, американцы уже входили в него с противоположной стороны.
Ночью британцы встали лагерем около современного Кларксберга, а с утра 26 июня продолжили марш, постоянно перестреливаясь с американцами. Британцы потеряли около 40 человек убитыми и ранеными. Егеря к концу дня падали от усталости. Ещё днём, около 10:00, армия подошла к Монмуту. Клинтон со штабом остановился в доме Томаса Томсона, но потом переехал в дом Ковенховена, в двух милях к западу от Монмута. Вероятно, Клинтон надеялся атаковать противника, иначе он отступил бы дальше на 10 миль, на более удобную для обороны местность около Мидлтауна. Он ждал, что Вашингтон решится напасть, но у американцев было ещё недостаточно сил для этого. Морган потом говорил Вашингтону, что англичане заняли такую позицию, что он не мог нанести им никакого ущерба. На этой позиции Клинтон решил остаться на некоторое время, чтобы армия смогла отдохнуть.
Населённый пункт, в котором Клинтон встал лагерем, когда-то назывался Фрихолд, но в 1715 году на его территории был построен окружной суд округа Монмут, поэтому поселение стало называться Монмут-Кортхауз. Это название продержалось до 1795 года, хотя изредка использовалось и название Фрихолд.

### Марш армии Вашингтона
Армия Вашингтона, покинув Велли-Форж, испытывала те же трудности, что и армия Клинтона, и несколько человек умерли на марше от перегрева. 22 июня последние подразделения Континентальной армии перешли Делавэр и встали на высотах у современного Маунт-Эйри. 23 июня армия выступила из лагеря в 03:00. Вашингтон разделил армию на два крыла. Правым крылом командовал Чарльз Ли (4700 человек в шести бригадах), а левым Лорд Стирлинг (3850 человек в пяти бригадах). Лафайет возглавил резерв (3687 человек) и ему же формально подчинялась бригада Максвелла (1297 человек), которая в тот момент самостоятельно сражалась с колонной Клинтона. Первая остановка была сделана в местечке Хоупвелл. В тот же день Вашингтон поручил Моргану взять 600 лёгких пехотинцев и отправиться на помощь бригаде Максвелла.
Утром 24 июня Вашингтон собрал генералов на военный совет. Присутствовало 11 человек: генерал-майоры Ли, Грин, Стирлинг, Лафайет и Штойбен, и бригадные генералы Нокс, Пур, Уэйн, Вудфорд, Петерсон, Скотт и Дюпортейль. Вашингтон изложил ситуацию: в его распоряжении 10 684 человека и бригада Максвелла, а у Клинтона 9 или 10 тысяч человек (на самом деле их было 17 660), и Клинтон идёт медленно, явно надеясь на сражение. Вашингтон спросил генералов, стоит ли рисковать, начиная такое сражение, а если стоит, то какое: оборонительное или наступательное. Точный ход обсуждения неизвестен, но, вероятно, высказывался в основном Чарльз Ли. Впоследствии Лафайет вспоминал, что Ли считал безрассудным вступать в бой, и предлагал «построить золотой мост для Клинтона». С ним согласились Стирлинг, Вудфорд, Скотт и Пур. Уэйн предлагал действовать более решительно. В результате генералы составили общий письменный ответ, рекомендующий не вступать в сражение, который подписали все, кроме Уэйна. Текст ответа написал Александр Гамильтон. Вашингтон был разочарован таким советом, и не стал ему следовать. В первую очередь он поручил генералу Скотту собрать 1500 человек и отправиться на усиление Моргана и Максвелла. Чуть позже он велел Уэйну взять ещё 1000 человек и следовать за Скоттом. таким образом, к концу 24 июня Вашингтон принял решение тревожить противника на марше и выбирать удобный момент для общей атаки. Америке повезло, писал впоследствии Гамильтон, что Вашингтон не стал следовать малодушным рекомендациям военного совета.
Теперь против Клинтона были посланы три пехотные бригады (Максвелла, Скотта и Уэйна), кавалерия Моргана и Джексона и ополченцы Дикинсона, и Вашингтон понял, что не сможет координировать их действия на расстоянии, находясь при основной армии. Он предложил Чарльзу Ли принять командование над этими частями, но тот уклонился. Он в принципе был против наступательных действий, а в данном случае полагал, что возглавлять такое небольшое соединение должен офицер званием ниже. Тогда Вашингтон предложил командование Лафайету, и тот с энтузиазмом согласился. Утром 25 июня армия выступила из Хоупвелла к Лонгбридж-Фарм, а по пути Вашингтон составил приказы для Лафайета. Он приказал ему следовать с бригадой Уэйна, нагнать Скотта, и тревожить тыл и левый фланг противника. Он предупредил Дикинсона, что Лафайет принимает командование. Вечером того дня Лафайет прибыл в Крэнбери, где встал на ночёвку и постарался выяснить, где находятся вверенные ему части. Утром 26 июня он начал преследовать колонну Клинтона, несмотря на нехватку продовольствия у своих солдат.
26 июня около 10:00 Вашингтон уведомил Лафайета, что основная армия подходит к Крэнбери, и предупредил его, что следует действовать осторожно, чтобы не измотать голодный отряд слишком быстрым маршем. Его опасения оправдались: Лафайет приблизился к противнику на три мили, но из-за жары, голода и усталости его отряд не смог продолжать марш. Более того, Лафайет оторвался так далеко от основной армии, что провизия не могла быть получена в ближайшее время. Между тем и передовые части основной армии в Крэнбери тоже страдали от трудного марша и нехватки продовольствия. Вечером Вашингтон приказал Лафайету переместиться на семь миль в Инглиштаун, где основная армия сможет прикрыть его при необходимости, и где ему будет легче получить провизию. В 22:30 Лафайет написал, что подчиняется приказу. В полдень 27 июня все подразделения отряда Лафайета собрались в Инглиштауне.

### 27 июня
Весь день 27 июня обе армии стояли на месте, британская в Монмуте, а американская в Маналапане и Инглиштауне, отдыхая после изнурительного марша. Вашингтон уже точно знал, где расположена армия Клинтона, хотя и не знал, чем он занимается. Он велел Стирлингу и Дюпотрейлю тщательно исследовать местность и выбрать для лагеря место, наиболее удобное для обороны. В то же время ему надо было решить, что делать с Лафайетом. Ещё 25 июля Чарльз Ли написал Вашингтону письмо, где признал, что был неправ, отказываясь от командования. Соединения Лафайета, по его словам, оказалось крупнее, чем он предполагал и, соответственно, командование им вполне соответствовало его, Ли, званию. Александр Гамильтон впоследствии назвал поведение Ли в этом случае «ребяческим», хотя для многих офицеров армии позиция Ли казалась обоснованной. Вашингтон предложил Ли поступить так: Ли возглавит две бригады, явится в Инглиштаун, соединится с отрядом Лафайета и примет общее командование как старший по званию. В свою очередь, правое крыло армии после отбытия Ли переходило под командование Натаниеля Грина.
Ли прибыл в Инглиштайн днём 27-го, и Лафайет без вопросов перешёл под его командование. Теперь в распоряжении Ли оказалось сложное соединение полков, бригад и батальонов. Ли привёл с собой бригады Скотта и Варнума, которые больше напоминали неполные полки. Бригадой Варнума командовал полковник Джон Дёрки и она насчитывала всего 300—350 человек (1-й и 2-й Род-Айлендские, 4-й и 8-й Коннектикутские полки). Бригадой Скотта командовал Уильям Грейсон, и в ней было всего 300 человек (4-й, 8-й, и 12-й Вирджинские полки). Отряд Уэйна состоял из батальонов Ливинтстона, Стюарта и Уэссона (1000 человек). Отряд Скотта состоял из батальонов Силли, Паркера, Батлера и Джиста, всего 1440 человек. Бригада Максвелла насчитывала примерно 1000 человек. Всего авангард насчитывал 4500 человек. Слабым местом этого отряда был его сборные состав: Вашингтон весной свёл неукомплектованные полки в более крупные формации, и в итоге внутри одного соединения офицеры плохо знали друг друга. Сам генерал Ли, недавно вернувшийся из плена, был лично не знаком со многими полковыми командирами.
Днём Вашингтон лично отправился в штаб Чарльза Ли на совещание. При разговоре присутствовали Лафайет, Максвелл, Скотт и Уэйн. Записей разговора не велось, и сейчас не известно, что точно было сказано. Ли до самой смерти утверждал, что Вашингтон велел ему действовать по своему усмотрению, и самому решать, как сражаться 28 июня. После сражения военный трибунал тщательно опрашивал офицеров, стараясь выяснить подробности того разговора. Уэйн и Скотт утверждали, что Вашингтон не отдавал приказа о наступлении, но однозначно имел это в виду.

## Сражение

### Наступление Чарльза Ли
Утром 28 июня авангард американской армии начал наступление. Ли поручил полковнику Уильяму Грейсону возглавить передовой «обсервационный» отряд, выступить первым, выявить позицию противника и вступить в бой, если обстоятельства будут благоприятны. Положение генерала Чарльза Ли осложнялось тем, что в его наступлении участвовало множество подразделений, часть из которых подчинялось ему, а часть подчинялись только формально (например, кавалерия Моргана). Расположение некоторых частей Ли просто не знал. Он так же не знал, когда именно подойдёт основная армия из Маналапана.
Рано утром генерал Штойбен со своим адъютантом Бенжамином Уокером и небольшим драгунским эскортом подобрался к Монмуту и занял наблюдательную позицию на холме у дома Керра. Он заметил, что англичане выдвигаются на восток к Мидлтауну и отправил Уокера с этой новостью к Чарльзу Ли. Англичане заметили Штойбена, приняли его за Лафайета, и Клинтон приказал рейнджерам Симко захватить этот отряд. Симко взял с собой 20 конных рейнджеров и 40 гренадер и отправился по дороге на запад, чтобы обойти Штойбена с тыла, но столкнулся с отрядом ополчения Филемона Дикинсона. Симко атаковал ополченцев и обратил их в бегство, но попал под залп отряда Хантердонского ополчения. Это были первые выстрелы сражения при Монмуте. Ополченцы отступили, но во время перестрелки Симко был ранен в руку.
Это небольшое столкновение длилось около 25 минут. Были ранены двое ополченцев и шестеро британцев: Симко, два рейнджера и три гренадера. Барон Штойбен успешно скрылся. Симко писал впоследствии, что во время бегства барон потерял шляпу и она была взята в плен.
Основной отряд Ли начал выдвижение в 05:00. Его люди оставили в лагере ранцы и стали строиться на улицах Инглиштауна, при этом некоторое время было потеряно на формирование колонны, в итоге только в 08:00 авангарды его отряда подошли к Теннентской церкви, в двух милях от Инглиштауна. Ещё в 07:00 Ли выехал вперёд на рекогносцировку, но узнал, что англичане уже не отступают, а как будто готовятся к контратаке. Ли велел остановить основную колонну, а сам отправился на поиски Грейсона. Сомневаясь в способностях Грейсона, он распорядился передать командование передовым отрядом генералу Уэйну. Этот приказ доставил капитан Мерсер, который после этого нашёл Максвелла и велел его бригаде перекрыть боковую дорогу, по которой англичане могли бы выйти в тыл отряду Грейсона-Уэйна. Через несколько минут Бенжамин Уокер встретил Ли и сообщил ему что англичане покидают позицию. Эти известия противоречили предыдущим, поэтому Ли не сразу поверил Уокеру, но после некоторых колебаний приказал продолжать преследование. Вскоре он услышал стрельбу — залп ополченцев по рейнджерам Симко.
Ли проследовал вперёд и встретил Грейсона, который был свидетелем перестрелки, но не принимал в ней участия. Ли сообщил Грейсону, что англичане отступают и надо их преследовать. В этот момент появился Дикинсон, который был убеждён, что англичане все ещё стоят в Монмуте, и настаивал на осторожности. Он также обратил внимание, что местность здесь неудобна для наступления. Пересечённый характер местности заметил ещё Клинтон, который решил, что Вашингтон не решится здесь на крупное сражение. Ли остановил отряд Грейсона около фермы Дерика Сатфина и стал собирать информацию от разведчиков, однако она оказалась противоречивой. Целый час ушёл у Чарльза Ли на раздумья. Однако затем Лафайет привёл остальную часть его отряда и он решился наступать.
Уэйн возглавил отряд Грейсона, численностью около 550 человек (батальоны Батлера и Джексона), и Ли велел ему начать решительное наступление. Около 09:30 авангард Ли сблизился с британской лёгкой кавалерией. Ли решил, что перед ним примерно пять или шесть сотен кавалерии и лёгкой пехоты, вероятно, арьергарды британской армии. Он принял решение послать Уэйна в атаку с фронта, чтобы связать противника боем (но не отбросить его назад и не заставить вызвать подкрепления), а самому возглавить отряд, который обойдёт англичан с юга и отрежет им путь к отступлению. Батальоны Уэйна начали наступать. Британская кавалерия оставила Монмут и отступила по дороге на Мидлтаун. Уэйн последовал за ней, смещаясь влево, чтобы быть поблизости от леса. Он заметил, что британцы группируются на высоте у развилки дорог. Он решил, что британцы хотят его атаковать, но Ли уверил его, что это всего лишь отступление. В этот момент на Уэйна по ошибке вышла часть британского 16-го полка лёгких драгун. Попав под огонь, драгуны отступили с потерями. Уэйн приказал наступать, примкнув штыки, но огонь двух британских 3-фунтовых орудий остановил его.
Пока Уэйн наступал с фронта, бригады Максвелла, Скотта и Лафайета (бывшая бригада Уэйна) быстро прошли две мили и в 10:30 вышли к левому флангу англичан. Отсюда Ли наблюдал за атакой драгун и штыковой контратакой Уэйна. Опасаясь за свой правый фланг, он поставил там бригаду Лафайета (полковник Дёрки был ранен при этом выдвижении и сдал бригаду полковнику Джеремии Олни). Отряд Скотта он отправил на левый фланг. Два орудия батареи Уэллса открыли огонь по британской батарее. К 11:15 количество орудий увеличилось до шести. Между тем Чарльзу Ли стало казаться, что силы противника увеличиваются и он движется к Монмуту. На фланге Уэйна тоже заметили, что противника стало больше: Джексон оценил силы англичан в 3000 человек. Ему показалось, что он опасно оторвался от правого фланга армии и, посовещавшись с офицерами, он решил отойти с позиции. Максвелл и Скотт тоже решили отступить за реку, на более надёжную позицию.
Ли занимался построением бригады Лафайета, когда узнал про отступление своего левого фланга и про приближение больших масс противника. Он понял, что его план по окружению британского отряда сорвался, что он теряет контроль над своими подразделениями и настало время отступать на оборонительную позицию.
Исследователи Лендер и Стоун писали, что Ли получил трудное задание: командуя смешанными подразделениями с незнакомыми офицерами, он должен был наступать по незнакомой местности на противника неизвестной численности, имея противоречивые данные разведки и без помощи кавалерии. И в этих обстоятельствах он провёл почти идеальный манёвр, сблизился с противником и разработал вполне реалистичный план атаки

### Отступление Чарльза Ли
Когда генерал Клинтон узнал о наступлении американцев, он предположил, что они нацеливаются на его обоз. Он решил организовать контратаку, чтобы сорвать планы противника. Он был уверен, что Вашингтон с основными силами слишком далеко, и что американцы не смогут успешно маневрировать на пересечённой местности. Он отправил к Монмуту всю 1-ю дивизию с усилениями. В целом в его наступлении должно было принять участие около 10 000 человек. Главный удар он рассчитывал нанести по правому флангу американского отряда.
В этой ситуации Ли решил занять позицию к северу от Монмута, на высоте над низиной, упираясь правым флангом в строения Монмута, но очень быстро выяснилось, что селение и его сады не даёт никакого укрытия, и правый фланг этой позиции может быть легко обойдён. Он решил отступать дальше, хотя генерал Уэйн предлагал удерживать Монмут. Ли отправил генерала Дюпортейля на поиски более выгодной позиции, и тот выбрал участок между домом Крейга и домом Керра, примерно в миле от Монмута. Ли прибыл в дому Керра, где встретил гонцов от Вашингтона. Они спросили, что им сообщить командованию, на что Ли ответил, что он «действительно не знает, что сказать». На тот момент главной проблемой для Ли была неуправляемость его отряда. У полков и батальонов не было яркой униформы и знамён, и с большого расстояния их было трудно идентифицировать. Приходилось отправлять адъютантов для выяснения принадлежности подразделений, но и силы адъютантов уже были на исходе. Тем не менее отряд отступал в порядке и без паники. Во многом эта была заслуга Штойбена и его тренировок.
Клинтон изучил новую позицию противника и убедился, что это всего лишь передовой отряд армии Вашингтона. Клинтон решил атаковать и разбить этот отряд, чтобы такой небольшой победой отчасти загладить унижение от сдачи Филадельфии. Он построил войска в две колонны: гвардейскую бригаду справа, а гренадерскую бригаду слева. За ними шли 3-я и 4-я пехотные бригады. 5-я бригада и гессенские гренадеры были оставлены в резерве. Заметив пост правее позиции противника, Клинтон велел 42-му пехотному полку перейти ручей и подойти к мосту, чтобы отрезать американцам пути к отступлению. По пути они встретили отступающую бригаду Скотта, а затем попали под артиллерийский огонь и отошли. Ещё правее шёл отряд рейнджеров Симко (без самого Симко) и лёгкой пехоты под командованием генерала Уильяма Эрскина. Они вышли к американскому левому флангу, но сил для атаки было мало, и Эрскин отвёл отряд назад к британскому правому флангу.
В это время Ли обнаружил, что перед его фронтом есть доминирующая высота, на которой англичане смогут разместить артиллерию. Поскольку и фланги его были ненадёжны, он решил отступить ещё дальше на запад. Когда он искал подходящую позицию, к нему подошёл местный ополченец Питер Вайкофф, который сказал, что хорошо знает местность. Он предложил перейти по мосту ручей Спотсвуд-Мидл-Брук и построиться на высоте Перринс-Хилл за Западной Низиной (West Morass). Ли согласился. Он велел Вайкоффу взять любой полк и вести его на новую позицию. Затем Ли встретил майора Джона Кларка и приказал ему найти полк и прикрыть отход за низину. Кларк нашёл массачусетский полк Джексона, но тот не узнал Кларка и не стал выполнять его приказ. Джексон продолжил отступление, что заметил генерал Ли, который приказал ему остановиться и занять оборонительную позицию. Однако из-за неразберихи и противоречивых приказов Джексон продолжил отход. С большим трудом Ли сумел перевести армию за низину. Теперь он оказался на высоком месте, которое ему казалось удобным для обороны, и он решил принять бой на этой позиции. В это время, примерно в 12:45, на высоте появился Вашингтон.

### Встреча Ли и Вашингтона
Основная колонна Вашингтона шла к Монмуту без спешки. В 10:00 Вашингтон прибыл в Инглиштаун, где остановился на завтрак в доме Джеймса Инглиша. Он написал короткое письмо Генри Лоуренсу (в 11:30), а затем присоединился к своей колонне, которая в этот момент проходила Инглиштаун. Немного не доезжая Теннентской церкви он встретил Александра Гамильтона, который ехал с позиций авангарда, но Гамильтон покинул Ли в тот момент, когда тот ещё планировал наступление. Гамильтон предложил вести основную колонну на усиление Ли, а один отряд послать на прикрытие правого фланга Ли. Эту идею поддержал Генри Нокс, поэтому Вашингтон вызвал Натаниеля Грина, поручил ему взять бригаду Уильяма Вудфорда, которая, с учётом артиллеристов, насчитывала примерно 550 человек, и отправил её отдельной дорогой к мельнице Крейга. И как только Грин отбыл, к Вашингтону явился офицер ополчения, который сообщил, что Ли отступает. При вопросе об источнике информации он показал на мальчика-флейтиста, который подтвердил факт отступления. Это было настолько невероятно, что Вашингтон не поверил флейтисту и велел взять его под охрану, чтобы он не распространял далее эти слухи.
Вашингтон решил сам разобраться в происходящем. В 12:35 он отправил двух адъютантов на поиски Ли, и сам поехал следом. Через несколько минут ещё несколько человек подтвердили ему, что авангард отступает. Вскоре навстречу ему стали идти целые подразделения: первыми были части отряда Грейсона. Все офицеры говорили одно и то же: все были уверены, что они отходят по приказу, но никто не знал, почему и куда. Затем Вашингтон встретил 2-й Нью-Джерсийский полк Исраеля Шрива, который тоже подтвердил, что весь авангард отходит, и что он сам отходит согласно приказам. Сразу после этого Вашингтон встретил на высоте Чарльза Ли.
Ли на тот момент был уверен, что хорошо справляется с заданием: он полагал, что удачно отвёл отряд из-под атаки и организовал грамотное отступление. Он ожидал, что Вашингтон поздравит его с успехом или как-то одобрит его действия, поэтому гнев Вашингтона застал его врасплох. «Что это всё значит, сэр? — спросил Вашингтон резко, — я желаю знать, что значит весь этот беспорядок?». Ли растерялся настолько, что не смог сразу ответить, и Вашингтон повторил свой вопрос. Ли, наконец, ответил, что противоречивые данные разведки привели к путанице, что он не захотел вступать в бой при таком состоянии войск, что генерал Скотт самовольно оставил выгодную позицию, и что он в принципе был против этой атаки. По воспоминаниям Ли, Вашингтон ответил «вам не следовало браться за это дело, если вы не собираетесь доводить его до конца». По словам Лафайета, Вашингтон сказал: «Проклятый трус, ты даже и не пытался!», а генерал Скотт вспоминал, что Вашингтон проклинал Ли такими словами, что листья осыпались с деревьев, и что он никогда ещё не слышал такой брани. Лафайет утверждал, что это был единственный раз на его памяти, когда Вашингтон кого-то проклинал.
Историки Марк Лендер и Гарри Стоун называют показания Скотта и Лафайета апокрифическими. Оба свидетельства появились уже после войны и даже после смерти Вашингтона, а Скотт вообще не мог присутствовать при этом разговоре. Никто не упоминал о ругани Вашингтона во время войны, а сам генерал Ли не обвинял в этом Вашингтона даже в последние годы жизни; его больше всего оскорбили слова о том, что он не должен был принимать командование. По всей вероятности, Вашингтон был сильно раздражён, но всё же не грубил Чарльзу Ли.
У Чарльза Ли сложилось ощущение, что Вашингтон отстранил его от командования. Его адъютант, подполковник Джон Брукс, понял слова Вашингтона так же, хотя Вашингтон прямым текстом этого не сказал. Не зная, как поступить, Ли некоторое время следовал за Вашингтоном на небольшом расстоянии.

### Вашингтон принимает командование
Когда Ли удалился, Вашингтон встретил своего адъютанта Харрисона, который сообщил, что англичане уже совсем близко, минутах в пятнадцати. В это время американский авангард ещё отходил через Западную Низину, а основная колонна была слишком далеко. Теперь Вашингтону надо было срочно остановить противника, найти удобную позицию и успеть развернуть на ней основную колонну, и всё это в крайне сжатые сроки. Первым делом, примерно в 13:00 или несколько минут спустя, он приказал Уэйну взять два его батальона (Стюарта и Рамси) и встать в лесу к северу от поля фермы Рэа. На этой позиции он должен был прикрывать отход американских войск через Центральную Низину. У Уэйна было всего 900 человек, в то время как к нему приближался британский отряд численностью около 2500 человек. Сам Вашингтон не знал, какую позицию занять, но ему на помощь пришёл подполковник Тилгман, который ранее общался с подполковником Дэвидом Рэа, уроженцем Монмута, и со слов Рэа знал о выгодной позиции за ручьём Мидл-Брук (высоте Перринс-Хилл). Вашингтон велел Тилгману найти эту позицию, а затем распорядился разместить там 2-й Нью-Джерсийский полк, чтобы на него равнялась потом остальная армия. Генерал Ли всё ещё находился поблизости, и Вашингтон, который теперь нуждался в опытном командире, спросил его, не желает ли Ли принять командование передовой позицией, в противном случае он может заняться развёртыванием основной колонны. Ли увидел в этом предложении возможность восстановить репутацию, и охотно согласился командовать авангардом.
Когда Вашингтон удалился, что-то случилось с Александром Гамильтоном: он взмахнул саблей и воскликнул «Правильно, мой дорогой генерал, и я тут останусь и мы все умрём на этой позиции!». Ли удивился такому поведению обычно благоразумного Гамильтона и сказал, что им обоим неплохо бы заняться своим делом. «А я умру здесь с вами, если вам угодно», добавил он. Эта история известна со слов самого Ли и капитана Джона Мерсера. Остальные свидетели не заметили никаких странностей в поведении Гамильтона.
Вашингтон тем временем поднялся на Перринские высоты (или холм Перринс-Хилл), и выяснил, что эта позиция действительно удобна для обороны. Пехота и артиллерия могли хорошо простреливать все подходы с востока. Основная колонна армии уже подходила. Она прошла уже около пяти миль по жаре и пыли, но всё же была не так измотана маршами, как британские бригады. Предстояло разместить подразделения на высоте, что было не просто, но офицеры были хорошо обучены этому во время зимних тренировок в Велли-Форж. Подполковник Генри Диборн, будущий военный министр США, вспоминал, что как только место было выбрано, Вашингтон стал действовать уверенно, решительно, и заслужил высокую оценку окружающих. Лафайет вспоминал, что его благородство, осанка и самообладание никогда не давали лучшего эффекта. Доктор Макгенри вспоминал, что Вашингтон проявил удивительные организаторские способности, и они дали необычно сильный эффект. Даже Гамильтон, который скептически относился к полководческим способностям Вашингтона, признавал, что он командовал мастерски, с необычным спокойствием и твёрдостью.

### Бой у Пойнт-оф-Вудс
Пока Вашингтон строил основную колонну, Чарльз Ли при помощи двух адъютантов и Генри Нокса занимался построением авангарда. Он разместил на позиции четыре орудия Илизера Освальда и поставил батальон Генри Ливингстона для их прикрытия. Освальд открыл огонь шрапнелью и картечью из двух 6-фунтовых орудий и ядрами из двух 3-фунтовых орудий. Ливингстон сначала по недоразумению построил свой батальон прямо перед орудиями, но затем переместил его к линии живой изгороди (Hedgerow), которая впоследствии дала название этой позиции.
В это время Уэйн разместил свой отряд в лесу севернее Средней Низины (в Пойнт-оф-Вудс). Здесь невозможно было добиться какого-то правильного построения и, вероятно, отряд Уэйна был разбит на отдельные взводы, которые вели бой каждый сам по себе. Первым британским подразделением, которое подошло к Средней Низине, была гвардейская бригада Эдварда Мэтью. Она не заметила отряд Уэйна, который дал залп по флангу 1-го батальона. Гвардейцы не стали перестраиваться, а сразу атаковали американский отряд. К ним присоединилось несколько рот 1-го гренадерского батальона. Бой был ожесточённым, но коротким. На американской стороне был ранен полковник Стюарт. Полковник Рамси получил тяжёлое ранение в лицо и попал в плен. С британской стороны ранение получил командир 1-го батальона Гарри Трелони. Понеся потери и лишившись офицеров, отряд Уэйна начал беспорядочно отступать из леса на запад, к мосту через Западную Низину. Гвардейцы преследовали его некоторое время. Клинтон лично повёл в атаку 16-й легкодрагунский полк, надеясь, что отступающие не позволят американской артиллерии вести огонь по драгунам и он сможет выйти на фланг американской позиции у Изгороди. Но всё же ему пришлось отступить под прикрытие пехоты.

### Бой у Изгороди
С высоты у изгороди генералы Ли, Лафайет и Нокс наблюдали за отступлением отряда Уэйна. По приказу Нокса два 3-фунтовых орудия открыли огонь через головы бегущих по преследователям; именно этот огонь заставил отступить Клинтона. В это время англичане уже приближались к артиллерийским позициям. Пока 1-й гвардейский батальон и часть 2-го преследовали Уэйна, гренадёры и оставшаяся часть 2-го гвардейского батальона пошла в наступление вверх по склону, приближаясь к артиллерии Освальда. Орудия били по ним с короткой дистанции, и если бы англичане наступали плотным строем, то их потери были бы велики, однако англичане шли без построения, и это снижало эффективность артиллерийского огня. Американские орудия стояли почти без пехотного прикрытия, впереди Изгороди и пехоты, поэтому при приближении англичан их отвели назад за Изгородь.
Англичане приближались к Изгороди. Клинтон сам находился в первых рядах со своим драгунским эскортом. Это едва не стоило ему жизни: один из американских офицеров выстрелил по нему из пистолета почти в упор, но промахнулся. Бой за Изгородь длился недолго: подполковник Олни утверждал, что бригада Варнума, в составе которой он находился, успела сделать всего 10 выстрелов. Это означало, что бой длился несколько минут. Один из артиллеристов вспоминал, что успел сделать всего два или три залпа картечью. Обе стороны несли потери. У Александра Гамильтона была убита лошадь, он был ранен при падении и унесён в тыл. Погибла лошадь под адъютантом Джоном Лоуренсом. Полковник Ливингстон был ранен в ногу. Одновременно под угрозой оказались оба фланга: гвардейцы, преследовавшие Уэйна, выходили к левому флангу, а 16-й легкодрагунский полк появился на правом фланге. Когда Ли увидел, что кавалерия обходит фланг, он приказал отступать. Паники не было: бригады Олни и Ливингстона организованно отошли к мостам через Западную Низину. Отошла и артиллерия. Последним за мост отступил, вероятно, Чарльз Ли.
Ли привёл своих людей на Перринс-Хилл и запросил у Вашингтона дальнейших указаний. Вашингтон велел ему отвести авангард в Инглиштаун и формировать там резерв. Вероятно, он хотел иметь запасную оборонительную позицию на случай отступления. Ли прибыл в Инглиштаун в 15:00, но вскоре появился генерал Штойбен, которому Вашингтон передал командование резервом. Ли сменил лошадей и отправился обратно на Перринс-Хилл, но прибыл туда только в 19:00, когда бой уже завершился.

### Атака Монктона
Когда американцы отступили за мост, англичане продолжили атаку. 2-й гренадерский батальон (или как минимум значительная его часть) стал переходить мост. Возможно, Клинтон полагал, что, перейдя мост, англичане ударят по правому флангу Вашингтона. Едва ли англичане осознавали, какие силы ожидают их на Перринс-Хилл. Гренадеры перешли мост, прошли ещё около 200 метров, построились, и здесь попали под огонь американской артиллерии. Археологические раскопки выявили большое количество картечи и шрапнели в грунте за мостом, что говорит о том, что здесь находился довольно крупный отряд противника. Небольшой изгиб склона давал англичанам укрытие, но как только они выходили из низины, они попадали под очень плотный артиллерийский огонь. Командир батальона, подполковник Генри Монктон лично повёл батальон вверх по склону и получил смертельное ранение картечным залпом. Он умер на следующий день у Теннентской церкви. Гибель Монктона стала тяжёлой потерей для британской армии и, вероятно, показала всю тщетность попыток штурма Перринс-Хилл. Клинтон приказал отступить за мост к изгороди и занять там позицию. После этого в сражении наступило затишье.

### Бомбардировка
Во время боя за Изгородь происходило множество событий на всех участках поля боя, но после отражения атаки Монктона некоторое время бой вели только артиллеристы. Началась так называемая «Великая Бомбардировка», одна из крупнейших в истории войны за Независимость, наравне с бомбардировкой Чарлстона в 1780 году и Йорктауна в 1781 году. Около 13:30 командование всеми американскими орудиями принял Генри Нокс. В его распоряжении было 4 артиллерийских полка, хотя неизвестно, какие части этих полков стояли на передовой позиции. Артиллеристов было примерно 900 человек, а количество орудий оценивается в 12 или 16 стволов. Британской артиллерией, которая вела ответный огонь, командовал бригадный генерал Джеймс Паттисон. Под его командованием находился 4-й батальон Королевской артиллерии, из которого были задействованы 12 6-фунтовых орудий, два 12-фунтовых и две гаубицы. Количество орудий было примерно равным, хотя английская артиллерия превосходила противника калибром.
Бомбардировка длилась примерно два часа, с 13:30 до примерно 16:00. Огонь вёлся с дистанции около 1200 метров. Батареи не имели никакого укрытия, хотя облака дыма затрудняли прицеливание. Англичане были уверены, что нанесли противнику ощутимый урон, хотя на самом деле эффективность огня была невелика. Огонь вёлся ядрами, и прямых попаданий было немного. Полковник Джеймс Чамберс, полк которого стоял ближе всего к противнику, вспоминал, что всего двое в его полку было убито и четверо ранены. Британская пехота тоже не понесла потерь. Повреждения орудий во время этой перестрелки не зафиксировано. Вашингтон сообщил о девяти убитых артиллеристах, четырнадцати раненых, одном пропавшем без вести, а также о шести убитых и двух раненых лошадях. Паттисон отчитался об одном убитом лейтенанте, хотя и не упомянул раненых. Он даже удивился, что при таком сильном обстреле потери были так незначительны. Известно, что на территории кладбища Теннентской церкви погиб один гражданский, который стал единственным гражданским лицом, погибшим во время сражения.
Об этой бомбардировке в народной памяти осталось несколько полулегендарных историй, самой известной из которых стала история некой Молли Питчер, предположительно жены ирландца-артиллериста, которая находилась около орудий. Когда её муж потерял сознание от перегрева, она взяла банник и стала помогать заряжать орудие. Женщины достаточно часто присутствовали при американских и английских артиллерийских командах, и вполне вероятно, что подобных инцидентов во время боя было несколько. Сохранилось даже упоминание о женщине, которая встала в пехотный строй и вела огонь из ружья. Возможно, под именем Молли Питчер в историю вошла Мэри Хайс из пенсильванского Карлайла, которая в поздние годы жизни утверждала, что участвовала в сражении при Монмуте, а с 1822 года получала от штата 40 долларов пенсии за заслуги в войне. Она умерла в 1832 году и была похоронена с почестями как «героиня Монмута».

### Отступление Клинтона
Пока шла бомбардировка, генерал Клинтон отправился в тыл, чтобы посмотреть, что там происходит, и узнать новости о колонне Книпхаузена. Время работало на него: пока армия Вашингтона стояла на Перринских высотах, обозы Клинтона уходили всё дальше. Вашингтон явно не собирался атаковать, и в такой ситуации Клинтон решил не продолжать наступления. Позиция противника была сильна, а погода не благоприятствовала манёврам. В письме своей сестре Клинтон писал, что температура доходила до 96 градусов Фаренгейта (около 36° C), из-за чего некоторые люди умирали не только на улице, но даже и в домах, и в таких условиях он не мог себе позволить послать солдат в наступление. Он сожалел, что вообще был вынужден вести сражение при такой температуре. Он решил прекратить сражение и отступить на соединение с Книпхаузеном. Он приказал 3-й бригаде и лёгкой пехоте покинуть позицию на правом фланге и отойти к центру. 42-й пехотный полк остался прикрывать это отступление. Генерал Уильям Эрскин смог отвести отряд без потерь.
Примерно в это время подполковник Рэа обратил внимание Вашингтона на высоту Комбс-Хилл, которая находилась к югу от позиции Клинтона. Он полагал, что с этой высоты удобно вести огонь по английским позициям. Вашингтон согласился. В 14:00 он послал Рэа к отряду Грина, и в 14:45 тот передал Грину приказ занять высоту. В 15:45 артиллерия Грина развернулась на высоте и открыла огонь. Это было как раз то время, когда основная бомбардировка уже подходила к концу. Артиллерией Грина командовал французский офицер Томас-Антуан дю Плесси. В Велли-Фордж он тренировал артиллеристов и заслужил одобрение Вашингтона, Нокса и Штойбена. Его четыре орудия начали серьёзно тревожить огнём англичан, поэтому в 16:00 Клинтон приказал отступить на безопасное расстояние.
В 16:30 Вашингтон узнал, что противник действительно отходит, и принял решение начать преследование. Он не хотел начинать генеральное сражение, но намеревался ограниченными силами разбить 42-й пехотный полк, который остался в саду у дома Сатфина. По его приказу Стирлинг послал в наступление два батальона из бригады Скотта. Передовым из них, сборным батальоном в 350 человек, командовал полковник Джозеф Силли. Вторым батальоном, в 250 человек, командовал полковник Ричард Паркер. Силли вывел свой батальон на фланг британскому отряду в саду, развернул его в линию и повёл в атаку. 42-й пехотный отступил, дал залп и отошёл дальше к реке. У реки он снова построился в линию и дал залп по преследователям. Завязалась перестрелка. Так как 42-й уже выполнил основную задачу по прикрытию отступления лёгкой пехоты, то он не задержался на этой позиции, а постепенно отступил за реку. Потери Силли в этом бою не известны, а 42-й потерял три или четыре человека убитыми.
Клинтон предполагал, что два гренадерских батальона останутся на позиции у Изгороди, а остальная армия в это время отойдёт на безопасное расстояние. Однако по недоразумению на позиции остался только 1-й гренадерский батальон подполковника Уильяма Мидоуза. Вашингтон не знал, что именно происходит у Изгороди, поэтому решил провести разведку боем. Он поручил Уэйну взять небольшой отряд и подойти к Изгороди. Уэйн хотел взять три бригады, но ему дали только одну (это произошло по вине Артура Сент-Клера, чего ему Уэйн потом не простил). Одним из подразделений этой бригады в тот день командовал подполковник Аарон Бёрр. В 17:15 Уэйн начал выдвижение, а британские гренадеры Мидоуза в это время стали отходить от Изгороди на восток. Уэйн нагнал их и успел дать по британцам три залпа. Клинтон заметил, что батальон несёт потери, и ему пришлось принимать меры: ближе всего оказался 33-й пехотный полк подполковника Уэбстера (полковником формально был сам Корнуоллис). Он послал его на помощь Мидоузу, и отряд Уэйна, оказавшийся в меньшинстве, стал отступать. Британцы перешли в контратаку, но вскоре попали под огонь артиллерии Грина на Комб-Хилл. Британцы прекратили атаку и отошли к дому Керра. Было около 19:00.
Вашингтон решил продолжить наступление более решительно и около 18:00 он велел Штойбену отправить на передовую позицию боеспособную часть резерва. В это время к резерву подошли четыре бригады Джона Паттерсона, и Штойбен лично повёл их к фронту. В 19:00 Вашингтон отправил два отряда против флангов британской армии: одним командовал Инек Пур, а вторым Уильям Вудфорд. Не успев выйти на позицию для атаки до темноты, они остались наблюдать за противником, а в это время вперёд выдвинулись бригады Стирлинга. Они заняли позицию, вероятно, около Изгороди.
Вашингтон намеревался продолжить сражение 29 июня, но Клинтон не видел в этом смысла. Он дал армии немного отдохнуть, а уже в 23:00 начал готовиться к дальнейшему отступлению и в полночь возобновил марш. Тяжёлых раненых (4 офицера и 40 рядовых) оставили в Монмуте. В 08:00 или 09:00 колонна Клинтона присоединилась к колонне Книпхаузена в Нат-Свемп, в трёх милях от Мидлтауна.

## Последствия

### Последующие события
На следующий день, 29 июня, Вашингтон решил вернуть армию в Инглиштаун, и в 17:00 американцы покинули Монмут. Бригада Вудфорда осталась охранять отряд, которых хоронил убитых, вывозил раненых и подсчитывал потери. Преследовать англичан не имело смысла: позиция под Мидлтауном была удобна для обороны, а американское ополчение постепенно расходилось по домам. 1 июля Вашингтон повёл Континентальную армию к Нью-Йорку.
Британская армия без помех дошла до мыса Сэнди-Хук за два дня и уже 1 июля подошла к месту погрузки на транспорты. Здесь началась погрузка на корабли, которая продлилась до вечера 5 июля, несмотря на сильные дожди и множество комаров. Гвардейцы, драгуны и гессенцы были отправлены в Нью-Йорк, 1-ю и 2-ю бригаду отправили на Статен-Айленд, 3-ю, 4-ю и 5-ю бригады отправили на Лонг-Айленд.
Флот адмирала Хау не смог вовремя выйти в море из устья Делавэра из-за плохой погоды, и Хау не знал, что к берегам Делавэра приближается французский флот. Эскадра адмирала Д’Эстена покинула Тулон 13 апреля с заданием блокировать побережье Делавэра. Британцы узнали об этом 5 июня, и не успевали вовремя прислать усиления из Англии. Хау ничего не знал об этом: ему стало известно о появлении французов только 8 июля. Д’Эстен решил, что не сможет пройти в гавань Нью-Йорка и ограничился блокадой гавани. Клинтону повезло: французская эскадра пересекала Атлантику слишком медленно, и если бы она перешла её за обычные два месяца, то у неё были все шансы перехватить флот Хау в устье Делавэра и блокировать армию Клинтона на Сэнди-Хук. Клинтону пришлось бы совершить опасный марш из Сэнди-Хук в Нью-Йорк по суше, но и в случае успеха он оказался бы в Нью-Йорке без поддержки флота. Капитуляция его армии стала бы вопросом времени, и Война за независимость могла бы завершиться уже в 1778 году.

### Потери
Американская армия в ходе сражения занимала оборонительную позицию и по этой причине не смогла захватить много пленных. 60 человек было взято в Монмуте ранеными, ещё примерно 70 человек попали в плен при марше к Монмуту, и ещё несколько были захвачены уже при отступлении к Мидлтауну. Всего англичане потеряли пленными менее 150 человек. Ещё несколько сотен — возможно, даже до 1000 человек, — было потеряно из-за дезертирства. Количество убитых англичан известно точнее: после сражения американцы похоронили 217 человек. Ещё 60 человек англичане успели похоронить перед отступлением. Американская армия потеряла от 29 до 60 человек убитыми (показания расходятся) из которых 8 человек были офицерами.
В отчёте Конгрессу Вашингтон указал 69 человек убитыми, 161 ранеными и 140 пропавшими без вести. Из этого количества 29 человек были артиллеристами. Эти же цифры американских потерь указал Клинтон в своём описании сражения: 69 убитыми и 159 ранеными. Возможно, эти цифры неточны и кто-то впоследствии умер от ранений, но в любом случае американцы потеряли убитыми не более 100 человек. Историки Лендер и Стоун полагали, что такое соотношение убитых к раненым (1:2) маловероятно, и предполагали, что реально раненых было примерно 360, а общие потери могли достигать 500 человек.
Потери британской армии были серьёзнее. Клинтон сообщил о 65 убитых, 59 умерших во внебоевой обстановке и 170 раненых. Одна из лоялистских газет впоследствии сообщила о том, что потеряно было 338 человек, из них 110 умершими. Вашингтон сообщил о 249 убитых англичанах, но сказал, что ещё некоторое количество англичане успели похоронить, а некоторые погибшие, возможно, не были найдены в лесах. Один из американских офицеров писал, что было похоронено 217 англичан. Точное количество раненых неизвестно, но его можно оценить исходя из количества убитых, хотя отсутствуют точные данные о том, сколько англичан погибло непосредственно в бою. Лендер и Стоун предполагали, что количество раненых было в пределах от 374 до 640 человек. Если же учитывать дезертиров, то всего британская армия потеряла в сражении 2000 человек.
Рон Чернов в биографии Вашингтона оценивал потери американской армии в 362 человека, а британской от 380 до 500 человек.

### Следствие по делу Ли
Генерал Чарльз Ли внёс немалый вклад в победу при Монмуте, но вышло так, что в решающих боях участвовал не он, а Уэйн и Грин, поэтому его имя не упоминалось в числе победителей. Более того, сражение нанесло сильный удар по его репутации.
Сразу после сражения Уэйн и Скотт написали Вашингтону письмо, где сообщили, что их отступление от Монмута произошло вопреки желанию офицеров и рядовых и не было связано с плохой позицией или численным перевесом противника. Они просили учесть, что они так и не получили плана наступления, как и уведомления об отступлении. Они утверждали, что их позиция была идеальна для обороны, но когда правый фланг стал уходить, они были вынуждены сделать то же самое. Сам Ли 30 июня отправил Вашингтону письмо (ошибочно датированное 1-м июля), где обвинил Вашингтона в несправедливости и требовал официального расследования инцидента. В тот же день Вашингтон приказал полковнику Скеммелю взять Ли под арест по обвинению в неподчинении приказам.
Сам Вашингтон воздержался от оценок и 1 июля в письме Конгрессу сообщил, что своеобразное положение генерала Ли не позволяет ему, Вашингтону, в данный момент давать оценки его деятельности. Для следствия Вашингтон назначил комиссию из четырёх бригадных генералов и восьми полковников под председательством Лорда Стирлинга. Чарльзу Ли были предъявлены обвинения по трём пунктам:
1. Неповиновение приказам, которое выразилось в том, что Ли не атаковал противника 28 июня.
2. Допущение ненужного, беспорядочного и позорного отступления.
3. Неуважение к главнокомандующему в письмах от 28 июня и 1 июля.

Комиссия собралась уже 1 июля в Спотсвуде, но первые показания были даны 4 июля. За 29 дней допросов было допрошено 30 свидетелей. Ли составил ответ в своё оправдание на 33 страницах и представил его комиссии 9 августа. 12 августа комиссия признала Ли виновным по всем трём пунктам. В окончательной версии обвинения был скорректирован второй пункт: «ненужное и в отдельных случаях беспорядочное отступление» (unnecessary, and in some few instances, a disorderly retreat). Ли был отстранён от командования на 12 месяцев. Это было странное, необычно мягкое наказание за такой тяжёлый проступок как неповиновение приказу. Вероятно, комиссия понимала, что показания не вполне подтверждают обвинения, но признали Ли виновным, чтобы не повредить репутации Вашингтона, а генералу Ли дали шанс на восстановление репутации.
Конгресс утвердил решение трибунала 5 декабря 1778 года. Тем не менее в конце декабря Джон Лоуренс вызвал Ли на дуэль за оскорбление Вашингтона. Александр Гамильтон присутствовал в качестве секунданта. Ли был ранен на дуэли, но выжил. У Ли были и сочувствующие: капитан Джон Мерсер был возмущён решением трибунала, пообещал подать в отставку и несколько позже выполнил это обещание.

### Влияние на карьеру Вашингтона
Современники считали сражение при Монмуте звёздным часов карьеры Вашингтона; его можно осуждать за то, что он недостаточно быстро привёл армию на поле боя, но уже на поле он действовал грамотно и решительно. Он сумел задержать наступление британцев, построить основную колонну на Перрин-Хилл, и организовать вечернее наступление, которое дало основания утверждать, что поле боя осталось за американцами. Именно после сражения Вашингтон стал культовой фигурой американской истории.
Вашингтон проявил себя в сражении способным и харизматичным командиром, бесстрашным и решительным, хотя в этом не было ничего принципиально нового. Важнее было то, что он был ещё и главнокомандующим, а для этого ему надо было быть хорошим политиком. Сражение помогло ему победить политических оппонентов: Гейтса, Конуэя и Миффлина. Он сумел подать безрезультатное по сути сражение как крупную победу американского оружия. Это помогло ему избегнуть критики до конца войны. Исследователи Лендер и Стоун называли монмутское сражение крупной личной победой Вашингтона.

### Влияние Штойбена
Историки и современники единодушны в том, что американская армия при Монмуте показала себя лучше, чем в предыдущих сражениях, но существуют разногласия о причинах этого: одни приписывают успехи тренировкам Штойбена, а другие считают, что таким образом сказался обретённый со временем боевой опыт. Штойбен действительно научил Континентальную армию правильно использовать европейскую линейную тактику, маневрировать целыми бригадами и дивизиями, однако же при Монмуте у американской армии почти не было случая применить эти знания. Единственным столкновением, где солдаты действовали в линейном построении, было наступление батальона Силли. Остальные столкновения — бой отряда Уэйна в Пойнт-оф-Вудс и сражение у Изгороди — прошли в иррегулярном формате.
С другой стороны, Штойбен унифицировал систему команд, что позволило офицерам командовать даже теми частями, с которыми они не были ранее знакомы. Например, авангард Ли был сводным подразделением, собранным из разных полков, и его офицеры не успели познакомиться друг с другом. Однако, используя общую систему команд, они эффективно управляли своими отрядами. Бригады авангарда Ли легко и без проблем разворачивались из колонн в линии и обратно, они легко приняли нужное построение при атаке 16-го драгунского. Кроме этого, весной в армию Вашингтона прибыло большое количество новобранцев; тренировки Штойбена помогли им влиться в ряды ветеранов. В целом влияние Штойбена было не решающим, но очень значительным.
В 2004 году на монмутском поле боя был установлен памятник Штойбену. На инфостенде сказано, что «28 июня 1778 года в сражении при Монмуте американская армия в бою с британцами показала результаты тренировок Штойбена. Проявленный американцами героизм, изменивший ход войны, был во многом заслугой Штойбена. Свидетель боя, полковник Александр Гамильтон, утверждал, что тренировочная система Штойбена, смотры и инспекции заставили солдат и офицеров поверить в то, что теперь они могут на равных сражаться с армиями противника».

## Историческое наследие
Британцы не стали придавать монмутскому сражению большого значения, но среди американцев очень быстро началась героизация этого события. С одной стороны, участники сражения оставляли реалистичные воспоминания, а с другой, они часто идеализировали и приукрашивали события. Возникали целые вымышленные истории, такие как воспоминания генерала Скотта о яростной брани Вашингтона при разговоре с генералом Ли. В XIX и XX веках романтически и националистически настроенные историки ещё больше скорректировали историю сражения. Одним из самых активных мифотворцев был приёмный сын Вашингтона, Джордж Вашингтон Парк Кастис, который сам придумал несколько якобы реальных историй. Некоторые мифы о том сражении перешли даже в историческую литературу, например, в книгу Вашингтона Ирвинга Life of George Washington 1859 года. Романтизированная версия сражения отразилась во многих поэмах XIX века. В начале XX века монмутское поле боя стало символом американского патриотизма и часто использовалось для политических мероприятий.
Поле боя оставалось нетронутым ещё в 1840-е годы, но в 1853 году через него проложили железную дорогу. Место осталось туристической достопримечательностью. В 1828 году была организована первая реконструкция сражения. В 1884 году во Фрихолде был установлен обелиск в память сражения. Он был поставлен на том месте, где отряды Уэйна впервые столкнулись с британским арьергардом. В 1963 году первые участки поля боя перешли в собственность штата, а в 1978 году, к двухсотлетию сражения, был открыл национальный парк Monmouth Battlefield State Park. К 2015 году в собственности парка находилось 1800 акров земли, в основном той, где происходили боевые действия днём 28 июня.
Конфликт между Вашингтоном и генералом Чарльзом Ли, сражение при Монмуте и диалог между Вашингтоном и Ли на поле боя показаны в мини-сериале Джордж Вашингтон 1984 года (с Барри Боствиком в роли Вашингтона).